# Роджер Еберт
Ро́джер Джо́зеф Е́берт, також І́берт (англ. Roger Joseph Ebert, МФА: [iːbɝt]; 18 червня 1942 — 4 квітня 2013) — американський кінокритик і сценарист. Лауреат Пуліцерівської премії 1975 року. Автор понад 15 книг.

## Біографія
Роджер Еберт народився 18 червня 1942 року в штаті Іллінойс. Професійна кар'єра Еберта як кінокритика почалася в 1967 році, коли він почав працювати в газеті «Chicago Sun-Times». У 1969 році його рецензія на фільм «Ніч живих мерців» була опублікована в «Reader's Digest».
З 1976 року Еберт і Джин Сіскел почали вести телешоу «Sneak Previews» в Чикаґо. З 1978 року шоу транслюється в національному масштабі. З 1982 року вони починають вести шоу «At the Movies», а пізніше «Siskel & Ebert & The Movies». Після смерті Сіскела в 1999 році виходить шоу під назвою «Roger Ebert & the Movies», а після приходу в 2000 році Річарда Роупер під назвою «Ebert & Roeper».
Еберт — автор аудіокоментарів на DVD до фільмів «Громадянин Кейн», «Касабланка», «Темне місто», «Плавуча трава». Автор сценарію комедії «За межами долини ляльок».
У день вручення кінопремії «Оскар» Еберт і Роупер з'явилися в шоу «An Evening at the Academy Awards: The Arrivals» і «An Evening at the Academy Awards: the Winners», які виходять після вручення нагород.
У 2005 році отримав зірку на Алеї слави в Голлівуді, під час церемонії закладення був присутній улюблений режисер Еберта — Вернер Герцоґ.
Помер 4 квітня 2013 року після тривалої боротьби з раком щитоподібної залози.